# Котельников, Евлампий Никифорович
Евлампий Никифорович Котельников (иногда Нательников; 1774/1775 — между 1852 и 1855) — донской казак. Основатель секты духоносцев, поэт и автор ценного исторического сочинения, в котором описаны быт и обычаи казачества.

## Биография
Сын станичного писаря Верхне-Курмоярской станицы. Начал службу в 1789 году. В 1800 году — есаул. Служил на границе с Австрией, пропускал через неё товары, за что попал под суд и в декабре 1804 года был разжалован в рядовые. Смог выслужиться во время Отечественной войны 1812 года и Заграничного похода, тогда же выучил иностранные языки и некоторые науки. В 1815 году вернул себе чин есаула.
Вернувшись на Дон, Котельников жил в родной станице, активно читал книги и много думал. В 1818 году написал «Историческое сведение о Верхне-Курмоярской станице». Это ценное этнографическое сочинение трижды переиздавалось. После этого написал две книги религиозного содержания и завел себе последователей. Последовали доносы в Петербург, одну из книг признали еретической, в 1824 году для разбирательства автор был вызван в столицу.
Котельников дал подписку об отречении от своих заблуждений и вернулся домой, однако возобновил свою сектантскую деятельность и стал опять проповедовать свое учение, за что в 1825 году был сначала помещен в Юрьев монастырь в Новгороде, а затем, после заключения в Шлиссельбургской крепости, в 1826 году сослан в Соловецкий монастырь. Через много лет он скончался там, несмотря на то, что в конце жизни был прощен императором Николаем I. Дочь Котельникова Евлампия также подверглась временному заключению, но позже была отпущена властями.